# SV Wiesbaden 1899
Maillots
Le SV Wiesbaden 1899 est un club allemand de football localisé à Wiesbaden, dans la Hesse.
L'équipe première du club initial fut dissoute pour cause de faillite en 1994, mais une autre fut reconstituée et en assura "l'héritage".

## Histoire
Une section de football fut créée au sein de club de gymnastique Wiesbadener Turngesellschaft en 1899.
En 1904, la section football devint indépendante et prit le nom de Sportverein Wiesbaden 1899.
Dès ses premières années le "SVW" fut une des plus fortes équipes de la région du Taunus.  Un des joueurs du SV Wiesbande, Otto Nicodemus devint international allemand en 1909, mais il n'eut qu'une seule cap. La même année, le club fut un des fondateurs de la Nordkreis-Liga où il joua jusqu'au déclenchement de la Première Guerre mondiale. 
Après le conflit, le club connut moins de succès et joua dans la Kreisliga Hessen. IL ne participa jamais à la phase finale du championnat national. Il joua ensuite dans Bezirksliga Main-Hesse, d'où il participa trois fois au tour final d'Allemagne du Sud.
Après l'arrivée au pouvoir des Nazis, les compétitions de football furent réorganisées. Le SV Wiesbaden devint un des fondateurs de la Gauliga Sud-Ouest-Main-Hesse.
Après la Seconde Guerre mondiale, le SVW eut besoin d'un peu de temps pour se relancer. Dans les années 1950, le club joua dans Zweite Liga Süd, à l'époque équivalent à une D2. En 1951, Helmut Schön devint entraîneur. Sous les ordres du futur sélectionneur fédéral, Wiesbaden 99 progressa. De nos jours, certains ont proposé de renommer le stade "an der Berlinerstrasse" à son nom mais cela ne s'est pas encore fait. En 2010, le club organisa un grand tournoi pour équipes d'âge baptisé "1. Helmut-Schön-Gedächtnisturnier". 
En 1962, le SV Wiesbaden 99 fut relégué en Amateurliga Hesse. En 1970, le club fut déclaré en faillite et relégué dans le Landesliga Südhessen.
En 1965 et 1966, le "SVW" disputa la finale du championnat d'Allemagne amateur (Deutsche Amateurmeisterschaft). Mais il s'inclina les deux fois contre Hanovre 96 (0-2, la première année et 1-2 la seconde année). Ces deux finales furent les meilleurs résultats du SV Wiesbaden. Plus de 4 000 supporters suivirent l'équipe à chaque fois.
Bien qu'amateur, le club avait investi énormément d'argent. Il ne parvint pas à rejoindre tout de suite la Amateur-Oberliga et dut attendre 1982 pour obtenir sa promotion. Relégué trois ans plus tard, le club remonta à ce niveau après une saison et y resta jusqu'en 1994. À la suite de la défection d'un investisseur qui ne tint pas un engagement d'apport d'argent, le club fortement endetté tomba en faillite et fut dissous (du moins son équipe première). Le club fut reconstitué et recommença tout en bas de la pyramide.
En 2004, le SV Wiesbaden 99 accéda à la Landesliga Hessen-Mitte. Malgré une honorable 6e place  à la fin de la première saison à ce niveau, beaucoup de joueurs quittèrent le club qui commença à lutter contre la relégation. Pendant la saison 2006-2007, le club eut de nouveaux soucis financiers et dut laisser partir deux de ses joueurs les plus expérimentés. Il parvint toutefois à éviter la descente.

## Rivalités
Les supporters du SV Wiesbaden 1899 entretiennent une très grosse rivalité avec ceux du SV Wehen 1926 Wiesbaden. Cette rivalité date de l'époque où les deux jouaient dans la "Oberliga Hesse". Une autre rivalité existe avec le FV Biebrich 02, un club d'un autre quarter de Wiesbaden.

## Palmarès
- Champion de Nordkreis-Liga : 1911
- Champion de Kreisliga Hesse : 1922, 1923
- Champion de Bezirksliga Rhin/Hesse-Sarre : 1925

## Entraîneurs
- Helmut Schön

## Joueurs connus
- Michael Harforth
- Otto Nicodemus
- Wolfgang Kneib
- Olaf Kirn
- Bernd Rupp
- Björn Pistauer
- Thomas Lasser
- Dieter Kuhn

## Sources et liens externes
- Website officiel du SV Wiesbaden 1899
- Der SVWler  fansite
- SVW-united  fansite